# 葉蘊妍
葉蘊妍，MH（1980年1月15日—），別名 阿菲 香港全職英式桌球運動員。2007年度香港傑出運動員選舉「香港最具潛質運動員」獎得主之一。2011年，更被香港特區政府頒發 榮譽勳章 (MH)。現時世界排名爲16。

## 簡歷
早年就讀潔心小學和潔心林炳炎中學。2000年的暑假，葉蘊妍隨同學到桌球室打球而開始接觸桌球；其後商科畢業，她為了爭取更多練習機會，到球會當駐場主任，不時要為球會「戥腳」（作客人的臨時對手），輸球便要付「鐘錢」，時常要貼錢打工；直到2009年，她成為香港精英運動員後，可享用有固定津貼，及實報實銷練習的場租。。
2004年，葉在友人介紹下找港隊名將區志偉指點球技，由基本功學起，只學了兩個月便在第一屆香港女子桌球公開賽奪得冠軍。2007年，她正式轉為全職桌球手。
代表中國香港參加2010年亞洲運動會，伙拍吳安儀和蘇文欣取得女子英式桌球6個红球團體金牌。

## 世界賽成績
| 年份   | 賽事                                                       | 項目 | 結果  |
| 2017年 | WLBS LITEtask World 6 Reds (UK)                            | 個人 | 季軍  |
| 2015年 | WLBSA 世界女子英式桌球錦標賽 (UK)                          | 個人 | 季軍  |
| 2013年 | IBSF 世界桌球隊際及6個紅球錦標賽 (Ireland)                 | 隊際 | 第5名 |
| 2013年 | IBSF 世界桌球隊際及6個紅球錦標賽 (Ireland)                 | 個人 | 季軍  |
| 2013年 | 仁川亞洲室內暨武藝運動會                                   | 個人 | 銅牌  |
| 2013年 | WLBSA Connie Gough Memorial Snooker Championship 2013 (UK) | 個人 | 季軍  |
| 2013年 | 女子英國南部排名賽 - 第4站                                 | 個人 | 季軍  |
| 2012年 | WLBSA Northern championship 2012 (UK)                      | 個人 | 季軍  |
| 2012年 | 女子英國南部排名賽 - 第5站                                 | 個人 | 亞軍  |
| 2012年 | 女子英國南部排名賽 - 第4站                                 | 個人 | 亞軍  |
| 2012年 | 戴維斯紀念盃桌球賽 (UK)                                    | 個人 | 冠軍  |
| 2010年 | 廣州亞運會                                                 | 團體 | 金牌  |
| 2010年 | 世界桌球錦標賽                                             | 個人 | 亞軍  |
| 2007年 | 世界桌球錦標賽                                             | 個人 | 季軍  |
| 2007年 | 澳門第二屆亞洲室內運動會                                   | 個人 | 季軍  |
| 2006年 | 世界桌球錦標賽                                             | 個人 | 亞軍  |

## 本地賽事成績
| 年份   | 賽事                      | 項目 | 結果 |
| 2015年 | 香港女子英式6個紅球公開賽 | 個人 | 冠軍 |
| 2013年 | 香港女子英式6個紅球公開賽 | 個人 | 亞軍 |
| 2012年 | 香港女子英式桌球公開賽    | 個人 | 殿軍 |
| 2011年 | 香港女子英式6個紅球公開賽 | 個人 | 冠軍 |
| 2010年 | 香港女子英式6個紅球公開賽 | 個人 | 冠軍 |
| 2009年 | 香港女子桌球公開賽        | 個人 | 冠軍 |
| 2008年 | 香港女子桌球公開賽        | 個人 | 冠軍 |
| 2007年 | 香港女子桌球公開賽        | 個人 | 冠軍 |
| 2006年 | 香港女子桌球公開賽        | 個人 | 亞軍 |
| 2004年 | 香港女子桌球公開賽        | 個人 | 冠軍 |

## 榮譽
- 香港特區政府嘉獎

榮譽勳章（MH）（2011年）
- 香港傑出運動員選舉

「香港最具潛質運動員」（2007年）
「香港最佳運動組合」－ 香港女子桌球隊（2010年）